# Desa Taman Dewa
Desa Taman Dewa is een bestuurslaag in het regentschap Sarolangun van de provincie Jambi, Indonesië. Desa Taman Dewa telt 1374 inwoners (volkstelling 2010).